# Nadiya Hussain
Nadiya Hussain, teljes nevén Nadiya Jamir Begum (Luton, 1984. december 25. –) brit televíziós személyiség, konyhafőnök, újságíró. 2017-ben Hussaint Debrett's szakkiadó az Egyesült Királyság 500 legbefolyásosabb embere közé sorolta. Bekerült a BBC News „100 legismertebb nő” listájára. A British Book Awardson a „Bake Me A Story” című műve az Év Gyerekkönyve díjazottja volt, a Royal Television Society Awards jelöltje volt „The Chronicles of Nadiya” című munkája. A The Times, a BBC és az ITV network) munkatársa.
Ted Cantle, a közösségi kohézióról szóló kormányzati jelentés szerzője szerint Hussain „többet tett a brit-muszlim kapcsolatokért, mint tízéves kormányzati politika”.

## Élete
Hussain szülei Bangladesből származnak. Az angliai Lutonban nőtt fel öt testvérével.
Lelkes amatőr pékként 2015-ben jelentkezett a „The Great British Bake Off” című televíziós műsor versenyére, amelyből került ki győztesként. 2016-ban a CBBC-n sugárzott spin-off bírája volt. 2015 óta Hussain receptrovatot ír a Times Magazine-ban, a The Times újság hétvégi mellékletében. Hussain 2016-ban szerepelt a BBC 100 nő című sorozatában. Kétrészes televíziós dokumentumfilmje („The Chronicles of Nadiya”) miatt Bangladesbe utazott, helyi recepteket tanult, és 2016 augusztusában a BBC One sugározta. Ugyanebben az évben két szakácskönyvet adott ki: a Nadiya konyháját és a Nadiya's Bake Me a Story című gyerekkönyvet, amelyben az egyszerű recepteket gyermekmesékkel ötvözi.
2017-ben Hussain a BBC The Big Family Cooking Showdown versenyének házigazdája volt (Zoë Ball mellett). Ugyanebben az évben ő vezette a nyolcrészes „Nadiya's British Food Adventure” című műsort, a „Nadiya's Family Favourites” főzősorozatot 2018-ban, a „Time To Eat” című sorozatot 2019-ben. Ez utóbbit a Netflix átvette. Ugyanebben az évben egy másik műsor is megjelent Nadiya Hussainnel. A műsorhoz két kísérő receptkönyv is megjelent.
Első regénye, The Secret Lives of the Amir Sisters 2017-ben jelent meg, és egy vidéki angliai muszlim családból származó serdülő lányok életét meséli el. 2020-ban jelent meg Finding My Voice című önéletrajzi könyve, és a My Monster & Me, amely a félelem kezelésével foglalkozik.
A brit királyi család Nadiya Hussaint választotta ki tortasütésére II. Erzsébet brit királynő királynő 90. születésnapjára.
Hussain Leedsben él férjével és három gyermekével.

## Tévéműsorok
- The Great British Bake Off
- The Chronicles of Nadiya
- Junior Bake Off
- Nadiya's British Food Adventure
- The Big Family Cooking Showdown
- Nadiya's Family Favourites
- Nadiya Bakes
- Nadiya's Time To Eat

## Szakácskönyvek
- Nadiya’s Kitchen (Michael Joseph, June 2016) ISBN 978-0-7181-8451-3
- Nadiya’s Bake Me a Story (Hodder Children’s Books, September 2016) ISBN 978-1-4449-3327-7
- Nadiya’s British Food Adventure (Verlag Michael Joseph, Juli 2017) ISBN 978-0-7181-8766-8
- Nadiya’s Bake Me A Festive Story (Hodder Children’s Books, Oktober 2017) ISBN 978-1-4449-3961-3
- Nadiya’s Family Favourites (Verlag Michael Joseph, Juni 2018) ISBN 978-0-2413-4899-4
- Time to Eat. Delicious, time-saving meals using simple store-cupboard ingredients (Verlag Michael Joseph, Juli 2019) ISBN 978-0-2413-9659-9
- Nadiya Bakes (Verlag Michael Joseph, 2020) ISBN 978-0-2413-9661-2
- Nadiya’s Fast Flavours (Verlag Michael Joseph, 2021) ISBN 978-0-2414-5322-3
- Nadiya’s Everyday Baking (Verlag Michael Joseph, 2022) ISBN 978-0-2414-5324-7

## Díjak
- BBC 100 Women (2016)
- Member of the Order of the British Empire (2020)